# Adolph Wilhelm Hermann Kolbe
Adolph Wilhelm Hermann Kolbe (Elliehausen, 27 de setembre de 1818 - Leipzig, 25 de novembre de 1884) va ser un reconegut químic alemany.

## Biografia
Kolbe va néixer a Elliehausen prop de Göttingen, Regne de Hannover (actualment Alemanya). Va ser ajudant de Robert Wilhelm Bunsen a la Universitat de Marburgo el 1842, després d'estudiar química amb Friedrich Wöhler. Posteriorment va assistir a Lió Playfair a la Universitat de Londres i entre 1847 i 1851 es va encarregar d'editar el Handwörterbuch der regnin und angewandten Chemie (Diccionari de la química pura i aplicada) escrit per Justus von Liebig i Wöhler. Kolbe llavors va seguir a Bunsen a Marburgo, i el 1865 va anar a la Universitat de Leipzig.
En aquella època, es creia que els compostos orgànics i inorgànics eren independents uns dels altres, i que els compostos orgànics podien ser creats solament pels organismes vius. Kolbe creia que els compostos orgànics es podrien derivar dels inorgànics, directament o indirectament, per processos de substitució. Va comprovar la seva teoria convertint el disulfur de carboni, mitjançant diversos passos, en àcid acètic (1843-45). Introduint una idea modificada de radicals estructurals, va contribuir a l'establiment de la teoria estructural. També va predir l'existència d'alcohols secundaris i terciaris.
Va treballar en l'electròlisi de les sals dels àcids grassos i altres àcids (electròlisi de Kolbe) i va preparar l'àcid salicílic, la base per a fer l'aspirina en un procés anomenat síntesi de Kolbe o reacció de Kolbe-Schmitt.
Amb Edward Frankland, Kolbe va trobar que els nitrils es poden hidrolitzar als àcids corresponents. Com redactor del Journal für praktische Chemie (Diari de la química pràctica, 1869), sovint va ser crític amb el treball d'altres.
Va morir amb 66 anys a Leipzig, Alemanya.